# Траулин
Трау́лин — село в Україні, в Судилківській сільській територіальній громаді Шепетівського району Хмельницької області. До 2016 підпорядковувалося Хролинській сільській раді.
Населення села становить 587 осіб (2021).

## Географія
Село розташоване на лівому березі річки Цвітохи (басейн Горині). На півдні села проходять автодорога та залізниця Шепетівка-Полонне. В селі діє церква.

## Назва
Коли село було ще в зародковому стані, на північ від села було досить велике озеро, в ньому було багато риби, особливо линів. Під час дощів озеро виходило з своїх берегів, заливали великі простори. Люди могли ловити рибу в траві руками і кошиками. Так і пішла назва (трава і лин) Траулин.

## Символіка
Затверджена 22 грудня 2021р. рішенням №9 XVI сесії сільської ради VIII скликання. Автори - В.М.Напиткін, Н.М.Ковальчук. Герб є промовистим.

### Герб
У золотому щиті між зелених травинок срібна риба лин; у червоній главі три срібних соснових шишки в балку. Щит вписаний в золотий декоративний картуш і увінчаний золотою сільською короною. Внизу картуша напис "ТРАУЛИН".
Герб символізує легенду про походження від назви риби лин, яка заплутувалася в траві під час повені; соснові шишки - символ навколишніх густих лісів.

### Прапор
Квадратне полотнище поділене горизонтально на дві смуги – червону і жовту, у співвідношенні 1:2. На верхній смузі три білих соснових шишки в ряд, на нижній між зелених травинок біла риба лин.

## Історія
У 1906 році село Судилківської волості Ізяславського повіту Волинської губернії. Відстань від повітового міста 25 верст, від волості 3. Дворів 170, мешканців 935.

## Відомі люди
- Черняк Анатолій Олександрович (*1961) — радянський та український футболіст, український футбольний тренер.

- Харченко Володимир Миколайович — український енергетик, начальник енергоремонтного підрозділу Хмельницької АЕС, заслужений працівник атомної енергетики України.

## Світлини

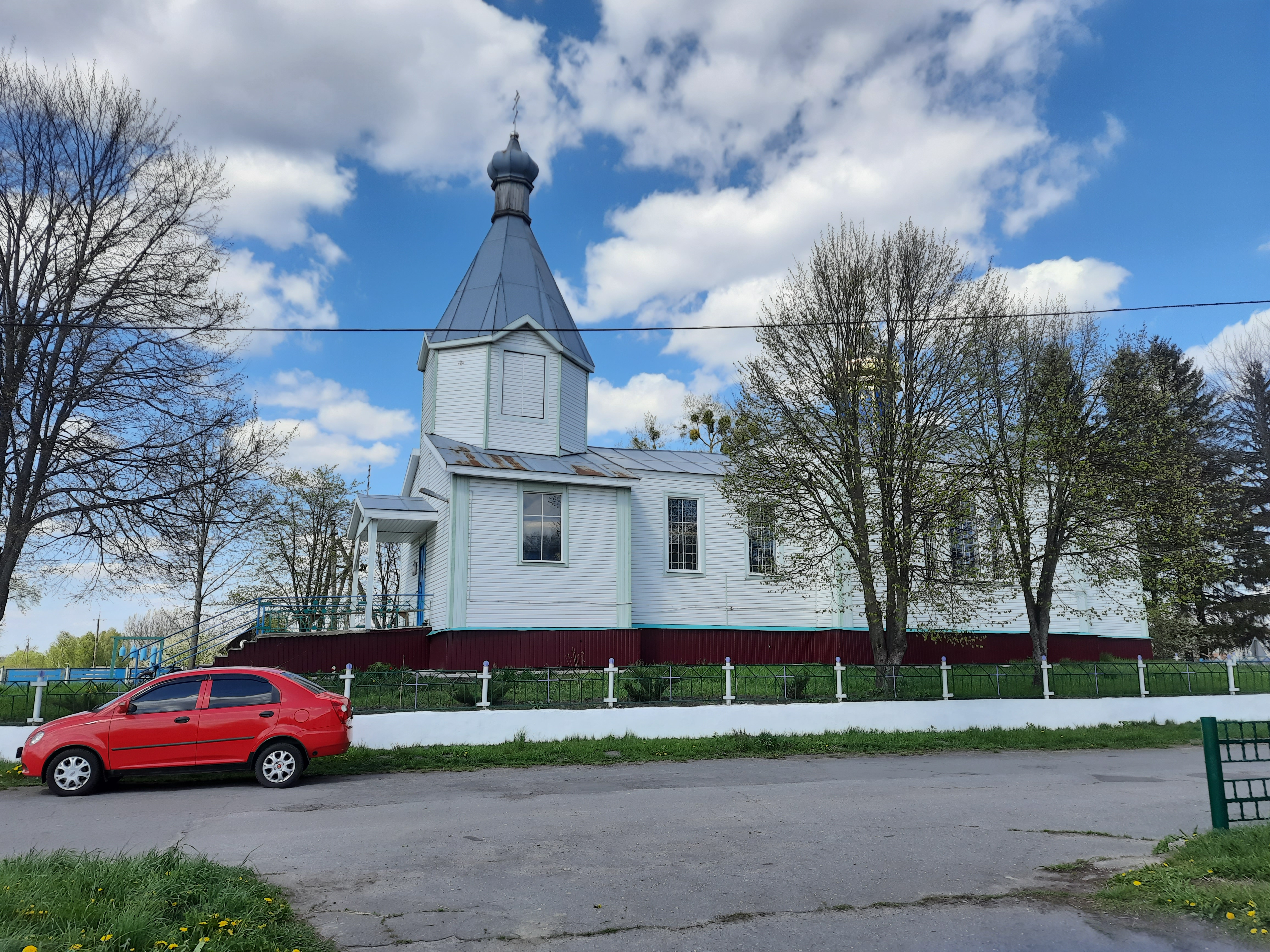
Свято-Покровська церква
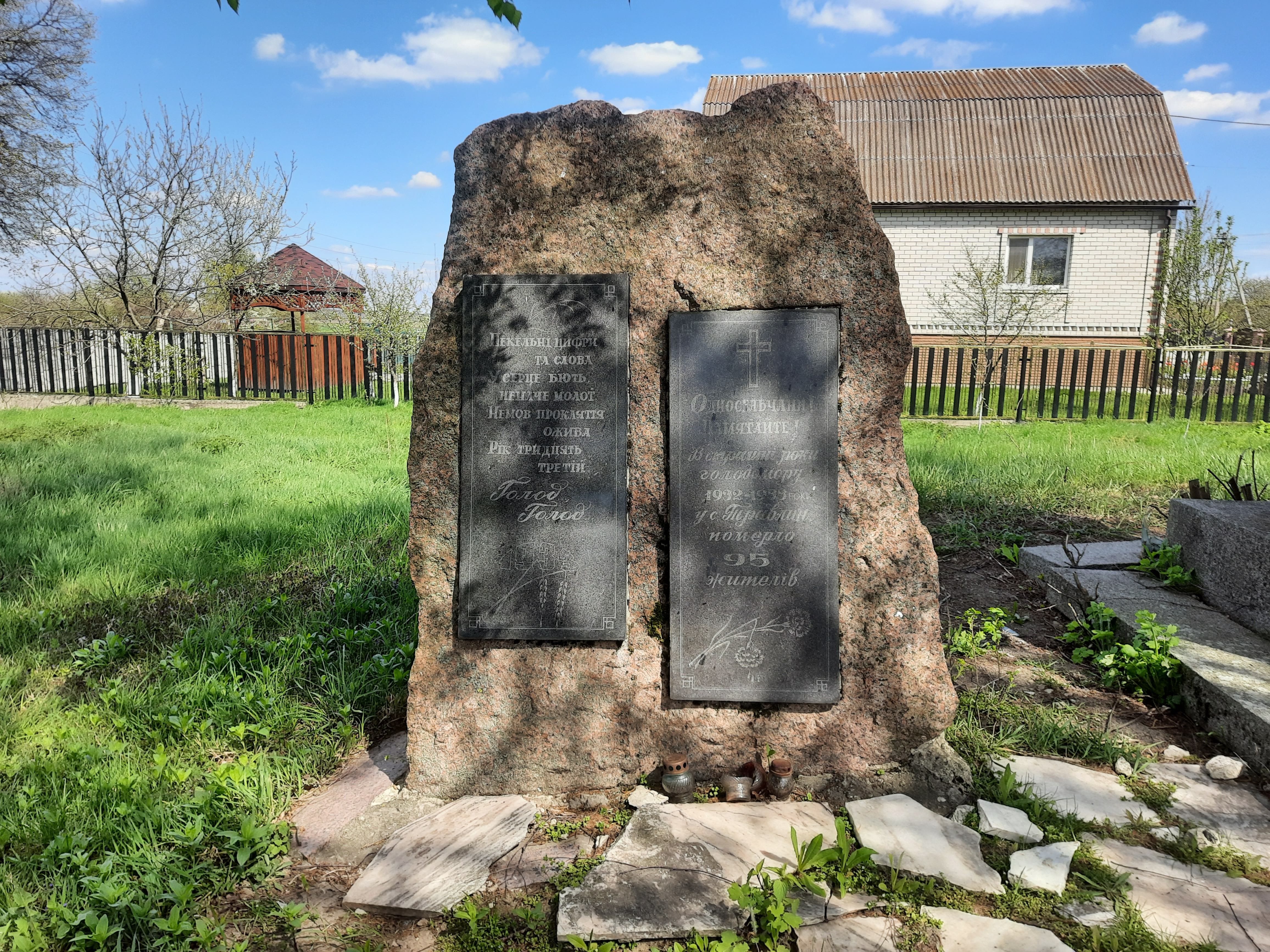
Пам'ятний знак жертвам голодомору.
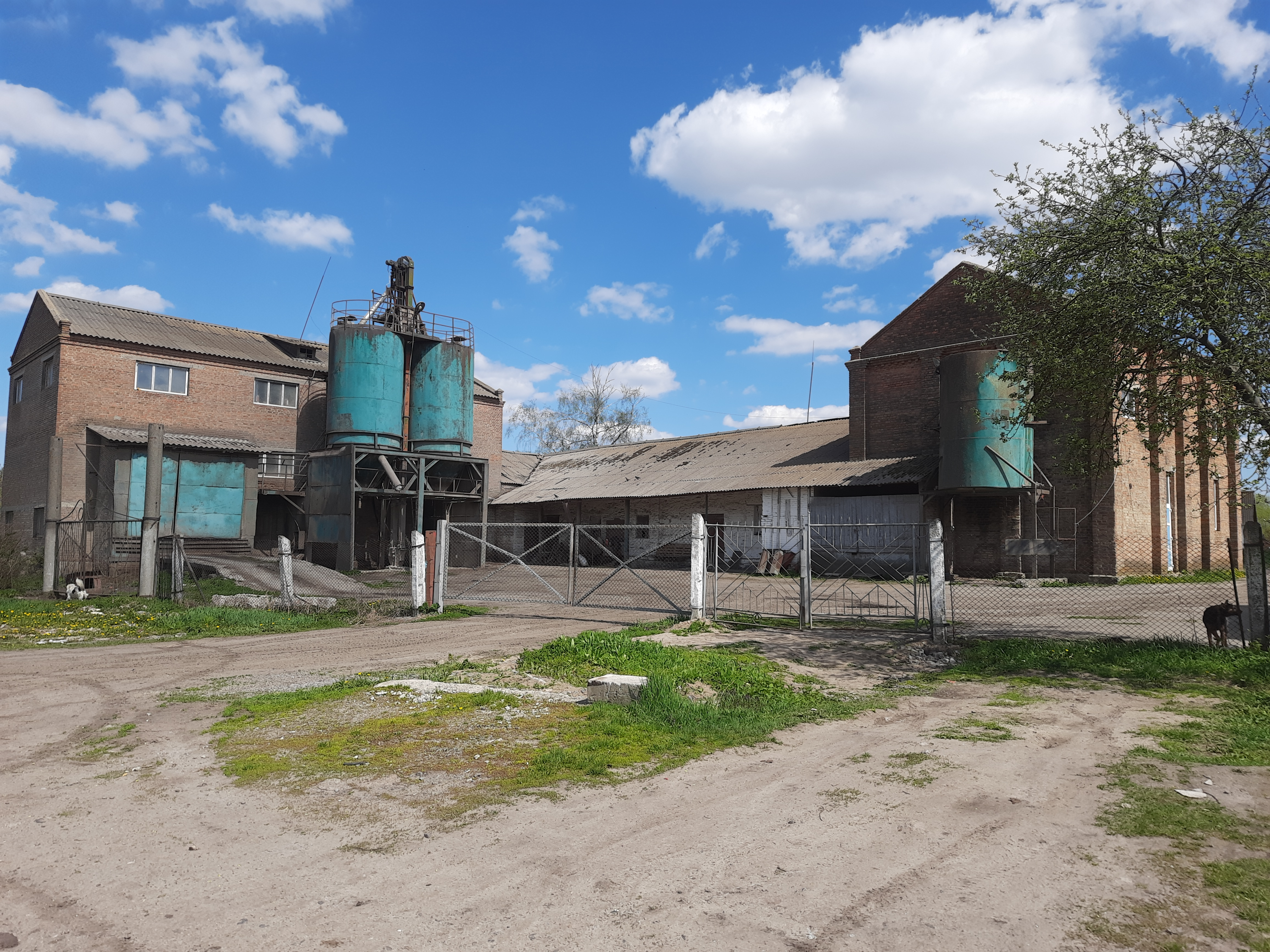
Млин